# Nataša Blažič
Nataša Blažič (ur. 28 grudnia 1964 w Kranju) – jugosłowiańska narciarka alpejska.
Raz w karierze zdobyła punkty do klasyfikacji Pucharu Świata – 24 marca 1981 roku w szwajcarskim Wangs zajęła ósme miejsce w slalomie. Zdobyte w ten sposób osiem punktów pozwoliło jej uplasować się na 57. miejscu w klasyfikacji generalnej Pucharu Świata 1980/1981 oraz na 26. miejscu w klasyfikacji slalomu w tym sezonie.